# Spin (tijdschrift)
Spin is een Amerikaans Engelstalig muziektijdschrift dat sinds 1985 wordt uitgegeven. Het tijdschrift is gestart door Bob Guccione Jr., zoon van Penthouse-oprichter Bob Guccione. In 2012 stopte de gedrukte uitgave en ging het tijdschrift verder als webzine. Spin richt zich hoofdzakelijk op alternatieve muziek. Sinds 1990 stelt het tijdschrift eindejaarslijsten samen.
Hoewel het tijdschrift niet kon wedijveren met Rolling Stone, hielp het wel de carrières van journalisten en auteurs van de grond te krijgen.